# 金盒子
金盒子是SSI在1980年代制作的一系列角色扮演游戏的名称。该公司赢得了TSR公司的基于高级龙与地下城角色扮演游戏开发相关游戏产品的生产许可证。他们共同使用一个游戏引擎，后来在此基础上销售了很多游戏之后，这个游戏引擎被称为"金盒子引擎"。

## 金盒子系列游戏
- 《被遗忘的国度》
- 《龙枪》
- 《无冬之夜》

## 参看
- 《创世纪》
- 《巫术》
- 《魔法门》